# She's Having a Baby
She's Having a Baby (La loca aventura del matrimonio es español), es una película romántica norteamericana de 1988, dirigida por John Hughes.

## Trama
Jake y Kristy Briggs son recién casados. Siendo jóvenes, quizás están un poco preparados para la plena realidad del matrimonio y todo de él (y sus padres) esperan de ellos.
Él abandonará su sueño de convertirse en escritor, mientras ella trabaja como telefonista y se dedica al hogar. El film retrata de manera cómica una crisis matrimonial en toda regla, con sus malentendidos, frustraciones y enfados.

## Elenco
| Actor               | Personaje                      |
| ------------------- | ------------------------------ |
| Kevin Bacon         | Jefferson "Jake" Edward Briggs |
| Elizabeth McGovern  | Kristen "Kristy" Briggs        |
| Alec Baldwin        | Davis McDonald                 |
| William Windom      | Russ Bainbridge                |
| Holland Taylor      | Sarah Briggs                   |
| Cathryn Damon       | Gayle Bainbridge               |
| John Ashton         | Ken                            |
| James Ray           | Jim Briggs                     |
| Bill Erwin          | Abuelo Briggs                  |
| Dennis Dugan        | Bill                           |
| Larry Hankin        | Hank                           |
| Edie McClurg        | Lynn                           |
| Nancy Lenehan       | Cynthia                        |
| Isabel García Lorca | Chica de fantasía              |

### Casting
En la escena de la fantasía en blanco y negro donde el abuelo de Jake dice "nunca terminarás trabajando en un muelle de carga", el joven Jake es interpretado por Neal Bacon, el sobrino de Kevin Bacon, que tenía cinco años de edad en ese tiempo.